# Ksar Timasla
Ksar Timasla (en arabe : قصر تيمسلا) est un village fortifié dans la province de Zagora, région de Draa-Tafilalet au sud-est du Maroc .